# Пименов, Иван Тимофеевич
Иван Тимофеевич Пи́менов (1924 — 22 июля 1943) — наводчик орудия 5-й батареи 167-го гвардейского легкого артиллерийского полка (3-я гвардейская лёгкая артиллерийская бригада, 1-я гвардейская артиллерийская дивизия прорыва, 70-я армия, Центральный фронт), гвардии красноармеец, Герой Советского Союза.

## Биография
Иван Пименов родился в 1924 году в селе Урено-Карлинское ныне Карсунского района Ульяновской области.
Русский. Образование 6 классов школы. До призыва в армию работал трактористом Зилаирского зерносовхоза Башкирской АССР.
В Красную Армию призван в июле 1942 году Баймакским райвоенкоматом. На фронте Великой Отечественной войны с октября 1942 года.
Гвардии красноармеец Иван Пименов отличился в боях 8 июля 1943 года в районе населённого пункта Самодуровка Орловской области.
Погиб 22 июля 1943 года. Похоронен в селе Тросна Орловской области.

## Подвиг
«10 июля 1943 года в бою в районе населённого пункта Молотычи Фатежского района Курской области отважный артиллерист, несмотря на ураганный вражеский обстрел и бомбардировку с воздуха, прямой наводкой расстреливал немецкие танки, уничтожив четыре из них. Был ранен, но остался у орудия, продолжая вести огонь. Танковая атака противника была отбита.
22 июля 1943 года при отражении вражеской контратаки танков в районе села Тросна Орловской области 19-летний воин погиб».
Указом Президиума Верховного Совета СССР от 8 сентября 1943 года за образцовое выполнение боевых заданий командования и проявленные при этом геройство и мужество гвардии красноармейцу Пименову Ивану Тимофеевичу посмертно присвоено звание Героя Советского Союза. Имя отважного героя навечно вписано в списки личного состава гвардейского артиллерийского полка.

## Награды
- Медаль «Золотая Звезда» Героя Советского Союза (08.09.1943)[4].
- Орден Ленина (08.09.1943).
- Орден Отечественной войны 2-й степени (18.07.1943)[6].

## Память
Его именем названа одна из улиц с. Урено-Карлинское
- В с. Ургаза Баймакского района Республики Башкортостан на территории музея «Целина» установлен бюст И. Т. Пименову.
- На здании средней школы в селе Урено-Карлинское установлена мемориальная доска.
- Его именем названы улицы в городе Баймак, в с. Ургаза Баймакского района Республики Башкортостан и в родном селе.